# Stanislas de Guaita
Stanislas de Guaita (Tarquimpol, 6 aprile 1861 – Tarquimpol, 19 dicembre 1897) è stato un esoterista e poeta francese.
Studioso di esoterismo e misticismo europei, de Guaita è stato cofondatore, insieme a Joséphin Péladan, dell'Ordre kabbalistique de la Rose-Croix. Trasferitosi a Parigi nel Gennaio 1883, spinto dalla passione per le opere di Baudelaire, scoperte durante gli anni del liceo a Nancy insieme al suo compagno di scuola Maurice Barrès (successivamente scrittore di una sua biografia) divenne dapprima conosciuto quale poeta e quindi punto di riferimento per il mondo occultista che caratterizzava la Parigi di fine Ottocento. La sua "Biblioteca Occulta" collezionata nel corso degli anni parigini e catalogata nel testo di René Philipon conteneva 2227 volumi e rese celebre la sua residenza di Rue Trudaine nell’ambito degli esponenti dell'esoterismo parigino.

## Biografia
Nato nel castello di Alteville, nei pressi di Tarquimpol, nel dipartimento della Mosella, al confine con la Germania, il 6 aprile 1861, Stanislas de Guaita era figlio di Marie-Amélie Grandjean d'Alteville (1832-1901) e di François-Paul de Guaita (1825-1880), di lontana discendenza nobile lombarda, stabilitasi da oltre un secolo nella Lorena. Egli aveva il titolo di marchese.
Frequentò il liceo di Nancy ove divenne amico di Maurice Barrès (successivamente divenuto esponente di spicco del nazionalismo francese) specie per la passione comune per la poesia già dal 1878 a seguito della lettura del libro I fiori del male di Baudelaire. Nel 1881, appena ventenne, pubblicò il suo primo libro di poesie (una raccolta di 45 testi in tre parti) dal titolo Oiseaux de passage : rimes fantastiques, rimes d'ébène  dove si intravedono i primi interessi per l'esoterismo e le scienze tradizionali di già leggendo alcuni titoli quali L'alchimiste e Somnia pythagorea. Il successivo libro – una raccolta di poesie – venne pubblicato nell'autunno del 1883 quando ormai risiedeva a Parigi da quasi due anni, il titolo è La muse noire. Il terzo libro di poesie e che lo rese celebre negli ambiti letterari parigini è Rosa mystique, uscito per i tipi di Alphonse Lemerre Editeur nel 1885.
Secondo la maggior parte delle biografie, sembrerebbe che Stanislas de Guaita fosse stato fortemente colpito dalla lettura del primo libro del 1884 di Joséphin Péladan Le vice supreme, il quale era intriso di tematiche rosacrociane ed occulte, tanto da intavolare dapprima una fitta corrispondenza con il Péladan e poi –una volta che si furono incontrati a Parigi– entrare in contatto con il circolo rosacroce di Tolosa del quale il Péladan stesso era stato “iniziato”.
L'anno successivo, nel 1886, ci fu il definitivo passaggio alle tematiche di stampo occultistico con l'uscita di Alla soglia del mistero. Il testo è pregno di rimandi ed allusioni all'esoterismo ottocentesco tra cui spiccano già dalle prime pagine i riferimenti al romanzo Zanoni di Bulwer-Lytton oppure le citazioni di Eliphas Lévi e del suo libro dal titolo Dogma e rituale dell'alta magia. Intorno al de Guaita e la sua "Biblioteca occulta" comincia a formarsi un sodalizio di studiosi di esoterismo ed occultismo tra i quali ci sono, oltre Péladan, Papus (pseudonimo di Gérard Encausse), Paul Sédir, Marc Haven e Oswald Wirth, il quale divenne dapprima collaboratore e poi segretario di de Guaita. È proprio su ispirazione e richiesta di de Guaita che l'esoterista svizzero Oswald Wirth ridisegnò i 22 arcani maggiori dei tarocchi nel 1889, opera che divenne nel tempo un punto di riferimento in termini di rigore simbolico ed esoterico per i maggiori studiosi della materia tra cui il celebre contemporaneo Alejandro Jodorowsky. È quindi all’interno di questa cerchia che nel 1888 de Guaita e Péladan fondarono l'Ordre kabbalistique de la Rose-Croix che, all'articolo 1 dei propri Statuti, aveva come obiettivo “la rovina degli adepti della magia nera”. Detto proposito si concretizzò con la saga dello scontro contro l’organizzazione intrisa di pratiche eretiche e blasfeme dal nome "Chiesa del Carmelo" dell'Abate Boullan, dapprima con la convocazione di un “tribunale iniziatico” da parte di de Guaita e Wirth (quest'ultimo infiltratosi all’interno del sodalizio di Boullan per svelarne le dottrine), la successiva esposizione delle stesse nel libro Le Temple de Satan nel 1891, e quindi l'apoteosi con il duello del 1893 tra il giornalista Jules Bois (amico di Boullan che era deceduto da poco) e Stanislas de Guaita.
È proprio con l'intento di svelare le pratiche del satanismo e del male in senso stretto che de Guaita, dopo uno studio ed analisi della materia, diede inizio all’opera omnia denominata Il serpente della Genesi la quale è suddivisa in tre cosiddetti "settenari" (libri composti da sette capitoli ciascuno dedicato ad un argomento occulto), avente un chiaro corrispondente simbolico nelle lame del Tarocco e che va ad eseguire una approfondita disamina storica di stampo occultistico dei vari culti più o meno intrisi di superstizione e malvagità che hanno permeato il corso della storia umana.
Il primo settenario, detto Livre I, è il già citato Il tempio di Satana che tratta sostanzialmente del concetto di "diavolo" e dello "stregone". Il secondo settenario, detto Livre II, sarà edito nel 1897 dall’editore Chamuel di Parigi ed è intitolato Clef de la magie noire [La chiave della magia nera], ed è incentrato – tra l'altro anche solo leggendo i titoli di alcuni dei capitoli che lo compongono – sulla magia in senso lato ed i misteri della morte e della solitudine. Il terzo settenario uscirà postumo basandosi sulle annotazioni parziali di Stanislas de Guaita rimaste nell’archivio del suo segretario Wirth e successivamente ereditate dall’allievo Marius Lepage nel 1935 ed il titolo sarà  “Le Problem du Mal”  [Il Problema del Male], così come era stato anticipato nel “piano esoterico dell’opera” declamato nell’introduzione del primo settenario. Quest'ultimo presentava anche un Epilogue, che era stato immaginato separato dalle tre pubblicazioni previste, e che avrebbe dovuto esporre la tesi finale di de Guaita, ovvero che la teocrasia satanica sarebbe svanita alla luce di Iddio così come vorrebbe fare intendere il titolo del capitolo mai pubblicato  “Satan-Panthèe s’évanouit ed Dieu” .
Stanislas de Guaita morirà all'età di 36 anni, a fine 1897, a seguito di una uremia le cui sofferenze non riuscivano ad essere allievate neanche dalla morfina che gli era stata prescritta quale analgesico. Egli trascorse gli ultimi giorni della sua vita nel castello di famiglia.
La sua opera è stata oggetto di fraintendimenti ed incomprensioni successivamente alla sua morte così come lo era stata durante la sua vita tanto che, a titolo di esempio, di fronte alle critiche della propria madre in merito alla sua controversa posizione rispetto al cattolicesimo egli rispondeva in una missiva del 27 marzo 1894 «Io credo in Dio e nella Provvidenza e non passa giorno ch’io non alzi molte volte la mia anima verso l’assoluta Bontà o il mio spirito verso la Verità assoluta. Che cosa volete di più?». 

## Opere
- Oiseaux de passage: rimes fantastiques, rimes d’ébène, Berge-Levrault er Éditeurs, Paris, 1881
- La Muse noire, Alphonse Lemerre Éditeur, Paris, 1883
- Rosa Mystica, Alphonse Lemerre Éditeur, Paris, 1885
- Essais de Sciences maudite: I. Au Seuil du Mystère, 1re édition, Georges Carré Éditeur, Paris, 1886
- Essais de Sciences maudite: I. Au Seuil du Mystère (nouvelle edition corrigée, augmentée et refondue, avec deux bellex figures magiques d’après Khunrath et un appendice entièrement inédit), Georges Carré Éditeur, Paris, 1890
- Essais de Sciences maudite: I. Au Seuil du Mystère, 3ème édition, Chamuel et Carré Éditeur, Paris, 1896
- Essais de Sciences maudite: II.  Le Serpent de la Genèse, Première Septain (Livre I), Le Temple de Satan, Chamuel, 1891.
- Essais de Sciences maudite: II. Le Serpent de la Genèse, deuxième septaine (Livre II), La Clef de la Magie Noire, Chamuel, 1897.
- Discours d'initiation martiniste pour une réception martiniste tenue du 3° degré" (1889) , in F.-Ch. Barlet, Ferran, Papus, Eugène Nus, Julien Lejay, Stanislas de Guaita, La Science Secrète, Paris, Georges Carré, 1890, p. 167-174